# Eagle Air (Uganda)
Eagle Air ist eine ugandische Fluggesellschaft mit Sitz in Kampala und Basis auf dem Flughafen Entebbe. Die Fluggesellschaft wurde 1994 gegründet.
Eagle Air bietet von ihrem Heimatflughafen Entebbe aus sowohl nationale Linien- als auch Charterflüge an.

## Flotte

### Aktuelle Flotte
Mit Stand April 2022 besteht die Flotte der Eagle Air aus folgenden Flugzeugen:
| - 1 Beechcraft 1900C - 1 Piper PA-34 - 3 Let L-410 - 1 Cessna 206 |

### Ehemalige Flugzeugtypen
- Beechcraft 1900D